# カノープス
カノープス（Canopus）は、りゅうこつ座α星、りゅうこつ座で最も明るい恒星で全天21の1等星の1つ。太陽を除くとシリウスに次いで全天で2番目に明るい恒星である。

## 概要
地球から見て（太陽を除き）全天で最も明るい恒星シリウスの地球との距離は約8.6光年、全天で3番目に明るい恒星ケンタウルス座α星は約4.3光年の距離だが、カノープスはそれらより遥か遠方に位置し約310光年の彼方にある。にもかかわらず全天で2番目の明るさ（見かけの等級）があるのは、距離の影響をしのぐほどの強く眩しい光を放つ恒星だからである。

## 観測と利用

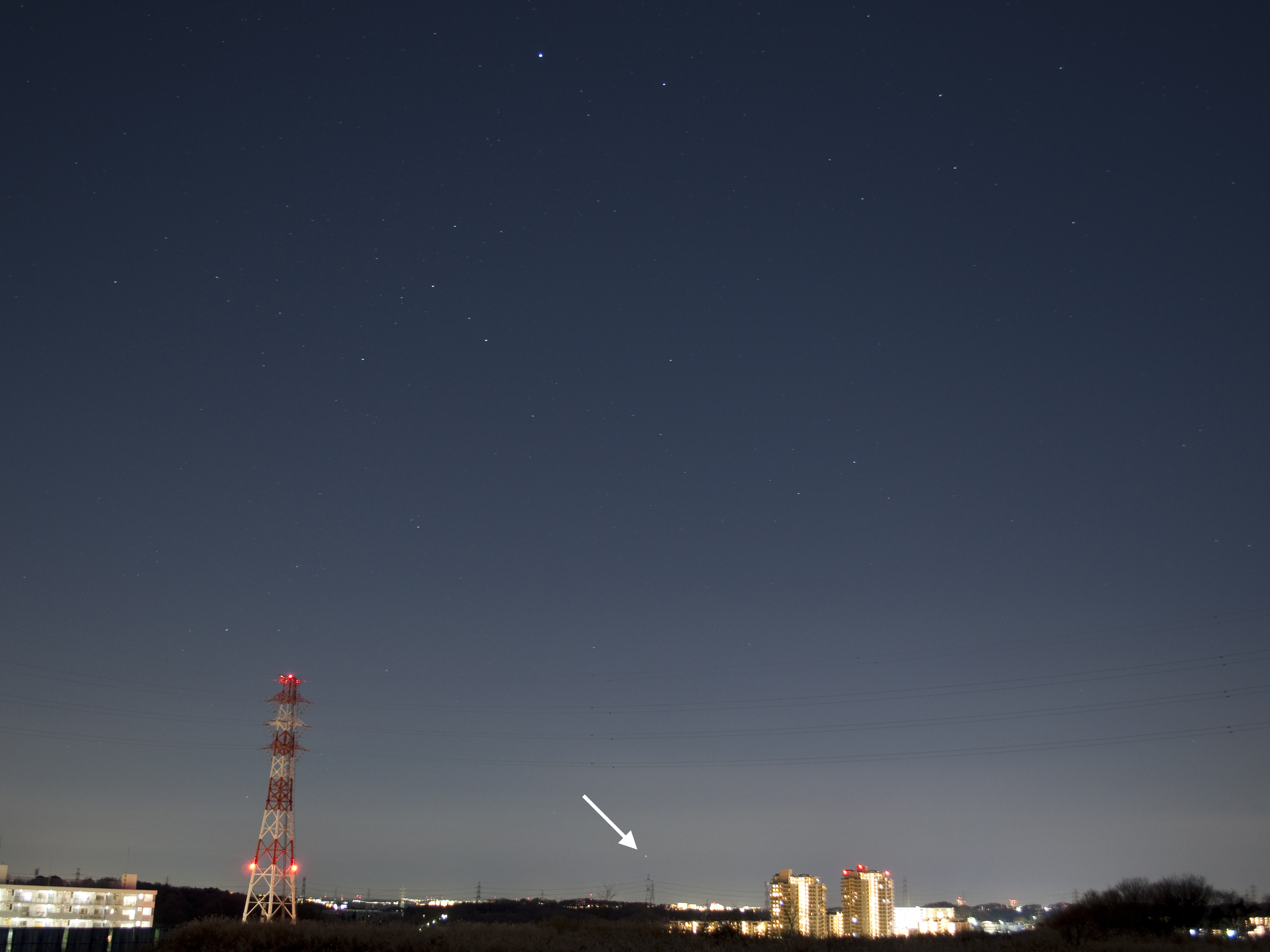
東京から見たカノープス（2009年12月）

赤緯マイナス52度42分に位置するため、南半球では容易に観測できるが、北半球では原理的には北緯37度18分（＝90度－52度42分）度以北では南中時でも地平線の下に隠れて見ることができない。ただし、大気を通るときの屈折があるため、北限はわずかに北上する。日本では東北地方南部より南の地域でしか見ることはできない。角度では可能とされる地域であっても、北緯36度の東京の地表では南の地平線近く2度程度、北緯35度の京都でも3度程度の高さにしか上らず、地上からの光害や、大気を通る距離も長いため全天でシリウスに次いで明るいとは思えないほどに減光して赤くなり、見つけることはより困難となる。本州より南に位置する九州地方では本州よりは高い位置に観測でき、九州南部の鹿児島県鹿児島では6度程度、南西諸島の沖縄県那覇では10度程度の高さまでのぼる。さらに南緯37度18分以南、たとえばオーストラリアのメルボルンなどでは、一年中地平線下に沈むことのない周極星になる。
日本の宇宙探査機「さきがけ」や「すいせい」では、姿勢制御のためのスター・トラッカーの対象としてカノープスが使われた。

## 天体としての性質
カノープスは太陽のおよそ8倍の質量を持つ恒星で、輝巨星または超巨星に分類され、光度は太陽の1万倍かそれ以上に達する。干渉法では半径は太陽のおよそ70倍と測定されている。地球からの距離は約310光年である。かつては200光年から1200光年まで距離の推定値に大きな幅があったが、ヒッパルコス衛星による高精度の年周視差測定から上記の値が得られた。スペクトル型はA9II、F0II、F0Ibなどが与えられている。
カノープスは恒星が寿命末期に辿る進化段階のうちブルーループと呼ばれる段階にある。ブルーループは赤色巨星分枝段階を終えた恒星が漸近巨星分枝に入って再び（広義の）赤色巨星に変化するまでの間に一時的に有効温度が高くなる段階で、太陽質量の数倍以上の質量を持つ恒星でしか見られない現象である。

## 名称
学名はα Carinae（略称は「α Car」、読み方は「アルファ・カリーナエ」）。固有名のカノープス、カノプス (Canopus) は、古代ギリシャ語の単語の一つで、紀元前2世紀頃にギリシャに伝わった後に翻訳されずに使われた Κανωβος という言葉に由来する。言葉自体にエジプトの影響が見られるとされる。2016年6月30日、国際天文学連合の恒星の固有名に関するワーキンググループは、Canopus をりゅうこつ座α星の固有名として正式に承認した。
カノープスは、トロイア戦争時のスパルタ王メネラーオスの船の水先案内人、操舵手の名に由来するという説がある。ストラボンやコノンの伝えるところによれば、トロイア戦争の後にヘレネーを連れて帰還する途中でメネラーオスの艦隊は難破してしまい、カノープスは辿り着いた先のエジプトで蛇に噛まれて死んだ、とされる。
日本では、房総半島の沿岸部での別名として「布良星」（めらぼし）という呼び名がある。布良は房総半島の南端にある漁港であり、この方向に見える星という意味合いがある。その他にも、南の空にちょっと上ってすぐ沈むので「○○の横着星」（○○には、観測地点よりも少し南の地名が入る）などの呼び名がある。
ヒンドゥー教では、リシ（聖仙）の一人から名を取ってアガスティヤ（Agastya）と呼ぶ。

### 南極老人星
高度の低さから赤みがかって見えることから、中国の伝説では寿老人の星、南極老人星（なんきょくろうじんせい、七福神の福禄寿と寿老人の原型）とされる。単に老人星、寿星とも言う。また、戦争や騒乱時にはこの星は見えず、天下が泰平になると見えるとの俗信があり、この星が現れると人々は競って幸福と長寿を祈ったという。